# وو دو هوان
وو دو هوان (کره‌ای: 우도환؛ زادهٔ ۱۲ ژوئیه ۱۹۹۲) بازیگر اهل کره جنوبی است.  او بیشتر به خاطر بازی در مجموعه‌های تلویزیونی نجاتم بده (۲۰۱۷)، سگ دیوانه (۲۰۱۷)، اغواگر بزرگ (۲۰۱۸)، کشور من (۲۰۱۹) و پادشاه: سلطنت ابدی (۲۰۲۰) شناخته می‌شود. او همچنین در فیلم خشم الهی (۲۰۱۹) ایفای نقش کرده‌است.

## اوایل زندگی و تحصیلات
وو دو هوان زادهٔ ۱۲ ژوئیه ۱۹۹۲ در آنیانگ، استان گیونگ‌گی، کره جنوبی است. او از دانشگاه دانکوک در رشتهٔ اجرا و فیلم فارغ‌التحصیل شده‌است.
وو دو هوان در ۶ ژوئیه ۲۰۲۰، خدمت سربازی اجباری خود را آغاز کرد.

## فیلم‌شناسی

### فیلم
| سال  | عنوان               | نقش                    | توضیحات      | منابع  |
| ---- | ------------------- | ---------------------- | ------------ | ------ |
| ۲۰۱۶ | عملیات کرومیت       | زیردست ری کیونگ شیک    |              | [ ۶ ]  |
| ۲۰۱۶ | استاد               | مردی با کلاه بیسبال    |              | [ ۷ ]  |
| ۲۰۱۹ | خشم الهی            | جی شین                 |              | [ ۸ ]  |
| ۲۰۱۹ | حرکت الهی ۲: خشمگین | لونر                   |              | [ ۹ ]  |
| ۲۰۲۳ | مای هارت پاپی       | شوهر اولین مصاحبه‌دهنده | حضور افتخاری | [ ۱۰ ] |
| TBA  | Tropical Night      | ته گانگ                |              | [ ۱۱ ] |

### مجموعه تلویزیونی
| سال  | عنوان                                    | نقش                  | توضیحات                       | منابع         |
| ---- | ---------------------------------------- | -------------------- | ----------------------------- | ------------- |
| ۲۰۱۱ | تو اینجایی، تو اینجایی، تو واقعاً اینجایی |                      | حضور افتخاری                  | [ ۱۲ ]        |
| ۲۰۱۲ | گروه گل                                  |                      | حضور افتخاری                  | [ ۱۳ ]        |
| ۲۰۱۶ | غریبه شیرین و من                         | کیم وان شیگ          |                               | [ ۱۴ ]        |
| ۲۰۱۷ | نجاتم بده                                | سوک دونگ چول         |                               | [ ۱۵ ] [ ۱۶ ] |
| ۲۰۱۷ | سگ دیوانه                                | کیم مین جون          |                               | [ ۱۷ ] [ ۱۸ ] |
| ۲۰۱۸ | اغواگر بزرگ                              | کوان شی هیون         |                               | [ ۱۹ ] [ ۲۰ ] |
| ۲۰۱۹ | کشور من                                  | نام سون هو           |                               | [ ۲۱ ] [ ۲۲ ] |
| ۲۰۲۰ | پادشاه: سلطنت ابدی                       | جو اون سوب / جو یونگ |                               | [ ۲۳ ] [ ۲۴ ] |
| ۲۰۲۳ | پونگ روانپزشک چوسان                      | بک گوانگ هیون        | فصل ۲ (حضور افتخاری، قسمت ۱۰) | [ ۲۵ ]        |
| ۲۰۲۳ | وکیل چوسان                               | کانگ هان سو          |                               | [ ۲۶ ]        |

### مجموعه اینترنتی
| سال        | عنوان         | نقش        | توضیحات      | منابع  |
| ---------- | ------------- | ---------- | ------------ | ------ |
| ۲۰۱۶       | دراماورلد     | سونگ وو    | حضور افتخاری | [ ۲۷ ] |
| ۲۰۲۳–اکنون | سگ‌های شکاری   | کیم گون وو |              | [ ۲۸ ] |
| ۲۰۲۴       | آقای پلانکتون | هه جو      |              | [ ۲۹ ] |

## جوایز و نامزدی‌ها
| مراسم جوایز               | سال  | دسته                                                 | نامزد / اثر                               | نتیجه    | منابع                |
| ------------------------- | ---- | ---------------------------------------------------- | ----------------------------------------- | -------- | -------------------- |
| جوایز ستارگان ای‌پی‌ای‌ان    | ۲۰۱۸ | بهترین بازیگر تازه‌کار مرد                            | سگ دیوانه                                 | نامزدشده | [ ۳۰ ]               |
| جوایز ستارگان ای‌پی‌ای‌ان    | ۲۰۲۱ | بهترین بازیگر نقش مکمل مرد                           | پادشاه: سلطنت ابدی                        | نامزدشده | [ ۳۱ ] [ ۳۲ ]        |
| جوایز آرتیست آسیا         | ۲۰۲۰ | جایزه محبوبیت (بازیگر مرد)                           | وو دو هوان                                | نامزدشده | [ ۳۳ ]               |
| جوایز هنری بکسانگ         | ۲۰۱۷ | بهترین بازیگر تازه‌کار مرد – فیلم                     | استاد                                     | نامزدشده | [ ۳۴ ]               |
| جوایز هنری بکسانگ         | ۲۰۱۸ | بهترین بازیگر تازه‌کار مرد – تلویزیون                 | نجاتم بده                                 | نامزدشده | [ ۳۵ ]               |
| جوایز فیلم اژدهای آبی     | ۲۰۲۱ | بهترین بازیگر تازه‌کار مرد                            | حرکت الهی ۲: خشمگین                       | نامزدشده | [ ۳۶ ] [ ۳۷ ] [ ۳۸ ] |
| جوایز هنری فیلم چونسا     | ۲۰۲۰ | بهترین بازیگر تازه‌کار مرد                            | خشم الهی                                  | نامزدشده |                      |
| فستیوال فیلم سینمای طلایی | ۲۰۲۱ | بهترین بازیگر تازه‌کار مرد                            | خشم الهی                                  | برنده    | [ ۳۹ ]               |
| جوایز درامای کی‌بی‌اس       | ۲۰۱۷ | بهترین بازیگر تازه‌کار مرد                            | سگ دیوانه                                 | برنده    | [ ۴۰ ]               |
| جوایز درامای کی‌بی‌اس       | ۲۰۱۷ | جایزه نتیزن، بازیگر مرد                              | سگ دیوانه                                 | نامزدشده | [ ۴۰ ]               |
| جوایز درامای کی‌بی‌اس       | ۲۰۱۷ | جایزه بهترین زوج                                     | وو دو هوان (همراه ریو هوا یونگ) سگ دیوانه | نامزدشده | [ ۴۰ ]               |
| جوایز درامای ام‌بی‌سی       | ۲۰۱۸ | جایزه بازیگر برتر مرد در یک درام دوشنبه-سه‌شنبه       | اغواگر بزرگ                               | برنده    | [ ۴۱ ]               |
| جوایز درامای اس‌بی‌اس       | ۲۰۲۰ | جایزه بازیگر برتر مرد در یک مینی‌سریال فانتزی/عاشقانه | پادشاه: سلطنت ابدی                        | نامزدشده | [ ۴۲ ]               |
| جوایز سئول                | ۲۰۱۸ | بهترین بازیگر تازه‌کار مرد (درام)                     | سگ دیوانه                                 | نامزدشده | [ ۴۳ ]               |